# Яфимович, Алексей Матвеевич
Алексей Матвеевич Яфимович (1807—1889) — директор Императорской Петергофской гранильной фабрики, тайный советник.

## Биография
Происходил из дворян Санкт-Петербургской губернии, сын генерал-майора Матвея Николаевича Яфимовича.  В семье было ещё пять сыновей: Владимир (генерал от артиллерии), Александр (командир Чугуевского уланского полка, отставной генерал-майор), Николай (генерал-адъютант, генерал от артиллерии), Михаил (генерал-лейтенант), Константин (полковник).
После окончания в 1827 году Благородного пансиона при Царскосельском лицее, вступил 17 февраля 1828 года в службу. С 1 мая по 13 сентября 1832 года и с 27 февраля по 1 мая 1836 года был в отставке.
С 17 апреля 1860 года — действительный статский советник. Был награждён орденами: Св. Анны 2-й (1853) и 1-й ст. (1869), Св. Владимира 3-й ст. (1862), Св. Станислава 1-й ст. (1864). Имел знак отличия беспорочной службы за 25 лет.
Умер 5 (17) января 1889 года. Похоронен с Варварой Михайловной Яфимович и Г. Ф. Гогель на кладбище села Большого Кузьмина около Царского Села.